# 乌图美仁乡
乌图美仁乡，是中华人民共和国青海省海西蒙古族藏族自治州格尔木市下辖的一个乡镇级行政单位。

## 行政区划
乌图美仁乡下辖以下地区：
柴开牧委会、俄日腾牧委会、那棱格勒牧委会、察汗乌苏牧委会、哈夏图牧委会、敖包图牧委会、巴勒格图牧委会、乌兰美仁牧委会、白力其尔牧委会、祥和村、安康村、团结村和幸福村。